# Explosivo plástico

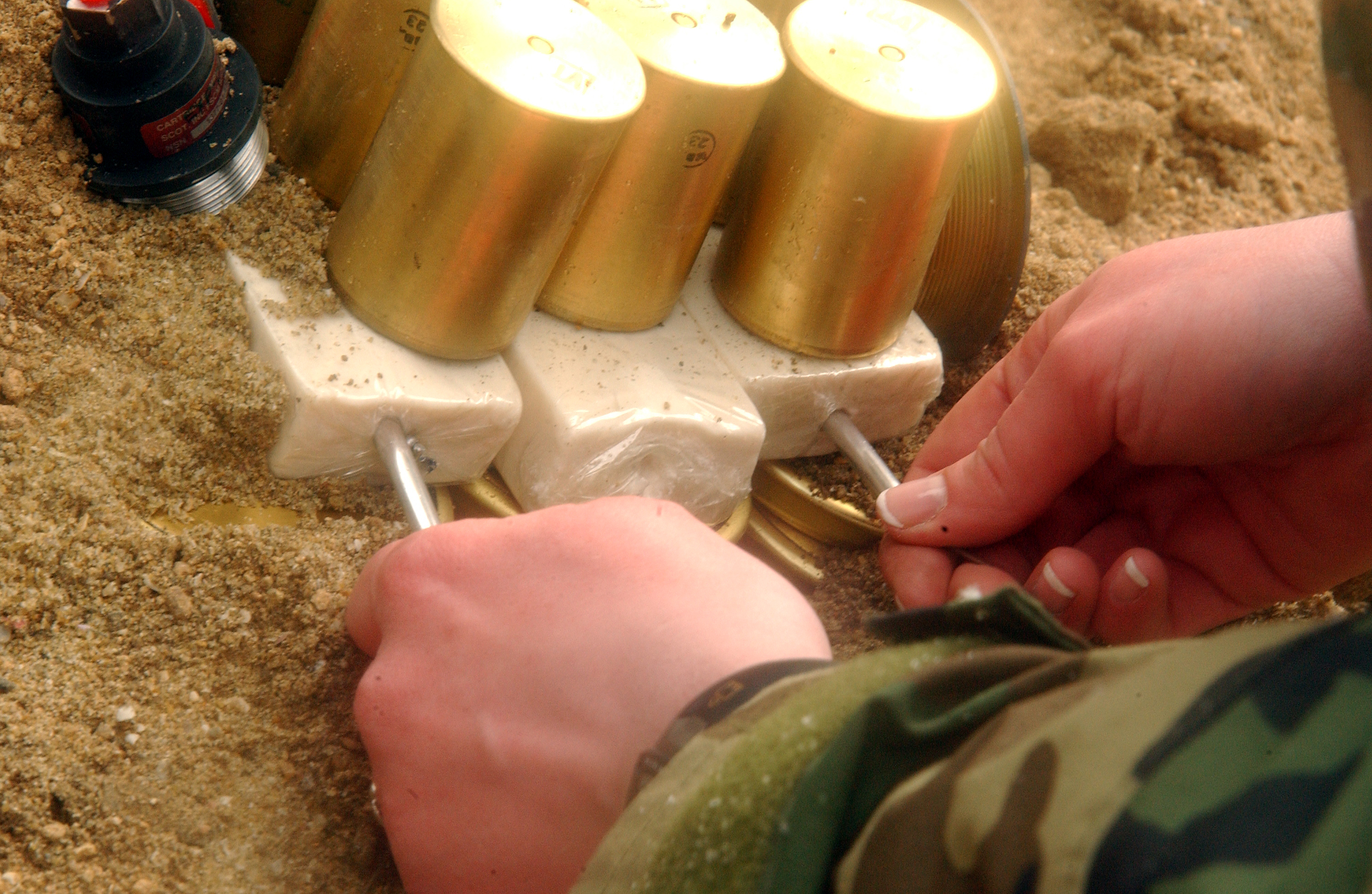
Insertando detonadores en bloques de explosivo plástico C-4.

El explosivo plástico es un tipo especial de material explosivo. Es suave y fácilmente maleable, también con las manos, y puede presentar el beneficio añadido de ser utilizable en un rango de temperaturas mayor que los explosivos puros. 
Los explosivos plásticos son especialmente adecuados para tareas de demolición debido a su facilidad para ser adaptados a cualquier forma, aplicándolos directamente a la estructura, y a tener una velocidad de detonación y densidad suficientes para romper el metal. No se utilizan normalmente en voladuras ordinarias por ser significativamente más caros que otros explosivos que pueden realizar igual de bien esas labores. Además, cuando un explosivo se mezcla para obtener un explosivo plástico, su potencia es generalmente inferior a la que tiene en estado puro.

## Historia
Uno de los primeros explosivos plásticos fue el Nobel 808, desarrollado por la compañía británica Nobel Chemicals Ltd. bastante antes de la Segunda Guerra Mundial, donde fue utilizado ampliamente por la Dirección de Operaciones Especiales británica en misiones de sabotaje. Tenía la apariencia de plastilina verde y un distintivo olor a almendras. Es también el explosivo utilizado en la munición antitanque HESH.
Durante la Segunda Guerra Mundial y justo después de ésta se crearon numerosos explosivos basados en el nuevo RDX (también conocido como ciclonita, hexógeno o T4, con nombre químico 1,3,5-trinitro-1,3,5-triazaciclohexano C3H6N6O6 o ciclotrimetilenotrinitramina), incluyendo las Composiciones C, C2 y finalmente C3. Junto al RDX, estos explosivos incorporaron diversos plastificadores para disminuir la sensibilidad y crear la composición plástica.
El C3 fue un explosivo muy efectivo pero resultó demasiado frágil a bajas temperaturas. En los años 1960 fue reemplazado por el C-4, también basado en RDX pero utilizando poliisobutileno y di (2-etilhexil) sebacato como unificador y plastificador.
El Semtex fue también desarrollado en los años 1960 por Stanislav Brebera al unir RDX con PETN y añadir unificadores y estabilizadores.

## Ejemplos
Algunas variedades de explosivo plástico utilizadas en la actualidad son:

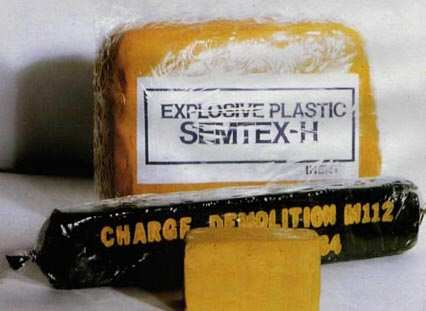
Dos bloques de Semtex y una carga de demolición M112 que contiene C-4.

- C-4, con aproximadamente un 91% de RDX en peso y velocidad de detonación cercana a 8.000 m/s.
- Danubit, producido por la compañía eslovaca Istrochem (fundada por Alfred Nobel) y destinado principalmente a la voladura de roca en superficie y subterránea, aunque también puede utilizarse bajo el agua.
- PENO, con aproximadamente un 86% de PETN, bastante blando y maleable a temperatura de entre -30 y +40 °C, puede usarse para voladuras subacuáticas y aplicaciones mineras.
- Semtex, fabricado originalmente por la compañía checoslovaca Semtin Glassworks (actualmente Explosia), se usa en voladuras comerciales, demoliciones y algunas aplicaciones militares, siendo famoso gracias a su popularidad entre los grupos terroristas debido a que hasta muy recientemente era extremadamente difícil de detectar y fácil de obtener.
- Nitrato de celulosa, "pólvora sin humo" gelificado convenientemente, es un explosivo plástico. Fue creado en el año 1845 por Schönbein por error. Es más estable que la pólvora, y genera más gases calientes sin partículas en suspensión (transparentes) dificultando así la localización del tirador, se detona a 120 °C grados.

## Uso
Los explosivos plásticos suelen ser usados por ingenieros de minas en obra civil y militares. El uso comercial más común del explosivo plástico es el endurecimiento del acero rico en manganeso. Este material suele usarse para la fabricación de componentes ferroviarios e instrumentos para excavaciones.
Algunos grupos terroristas también han usado los explosivos plásticos, especialmente el Semtex y el C-4. En octubre de 2000, unos terroristas usaron C-4 para atacar el USS Cole, matando a 17 marineros. En 1996, otros terroristas usaron también C-4 para volar el complejo militar residencial estadounidense de las Torres Khobar en Arabia Saudí.